# Bergiusprocessen
Bergiusprocessen är en metod för produktion av flytande kolväten avsedda att användas som syntetiskt bränsle genom hydrogenering av bituminöst kol vid höga temperaturer och tryck. Även  andra råvaror som tjära och bitumen kunde användas i processen. Den utvecklades först av Friedrich Bergius 1913, som sedermera fick Nobelpriset i kemi 1931 för sin utveckling av högtryckskemi.

## Processen
Om stenkol eller brunkol användes som råvara till processen så finmaldes och torkades den i ett första processteg. Råvaran, tillsatser och katalysatorer blandas till en slurry med hjälp av tjockolja, som återvinns från processen. Typiska tillsatser och katalysatorer var ämnen som tenn, klor, järnoxid, natriumsulfid, koksdamm, järnsulfat och molybdentrioxid. Vilka tillsatser och katalysatorer som användes berodde på råvaran och arbetstrycket på anläggningen. Den färdigbereda slurryn pumpades till vätskefasen av processen.

### Väteframställning

Schematisk bild av en Winkler-reaktor för vätgasproduktion

Produktionen av vätgasen som var nödvändig för Bergiusprocessen utfördes genom förgasning av kol i en Winkler-reaktor på en fluidiserad bädd. Pulveriserat kol blåses in i reaktorn tillsammans med syrgas och vattenånga. I ett antal exotermiska och endotermiska reaktioner reageras kolet med syret och vattnet och bildar koldioxid och väte. Förbränning av kol med syre bildar kolmonoxid (reaktion 1) som gav energin för den endotermiska generering av vätgas (reaktion 2). Kolmonoxid reagerar i en reversibel reaktion till kol och koldioxid (reaktion 3). Kolmonoxid kan i en reversibel reaktion reagera med vatten till koldioxid och väte (reaktion 4).
{\displaystyle {\begin{array}{lrcll}{\text{(1)}}&\mathrm {2\ C\ +\ O_{2}} &\longrightarrow &\mathrm {2\ CO} \quad &\Delta H_{R}=\mathrm {-221\ kJ/mol} \\{\text{(2)}}&\mathrm {C\ +\ H_{2}O} &\longrightarrow &\mathrm {CO\ +\ H_{2}} \quad &\Delta H_{R}=\mathrm {+134\ kJ/mol} \\{\text{(3)}}&\mathrm {2\ CO} &\rightleftharpoons &\mathrm {C\ +\ CO_{2}} \quad &\Delta H_{R}=\mathrm {-172{,}5\ kJ/mol} \\{\text{(4)}}&\mathrm {CO\ +\ H_{2}O} &\rightleftharpoons &\mathrm {CO_{2}\ +\ H_{2}} \quad &\Delta H_{R}=\mathrm {-41{,}2\ kJ/mol} \\\hline &\mathrm {2\ C\ +\ 2\ H_{2}O\ +\ O_{2}} &\longrightarrow &\mathrm {2\ CO_{2}\ +\ 2\ H_{2}} \quad &\Delta H_{R}=\mathrm {-300{,}7\ kJ/mol} \end{array}}}

### Vätskefasen

Diagram över funktionen i vätskefasen av Bergiusprocessen

I vätskefasen ökade en speciell kolvpump trycket på slurryn till arbetstrycket i reaktorn, vanligtvis mellan 200 och 700 bar. Slurryn blandades med vätgas och returgas från processen. Blandningen leddes genom en serie av två till fyra värmeväxlare där den syntetiska råoljan från processen värmde upp blandningen, i en panna så värmdes slutligen blandningen upp till processtemperaturen på 460 °C – 485 °C. Den uppvärmda blandningen leds in i en serie av tre eller fyra kemiska reaktorer där de långa kolvätekedjorna från råmaterialet spjälkas till kortare kedjor genom hydrogenering. Resultatet blir en syntetiska råoljan innehållande gas, råbensin, diesel och vakuumgasolja. Då reaktionen i reaktorn är en exoterm reaktion så kontrollerade man temperaturfördelningen i reaktorn genom att pumpa in returgas. Efter reaktorn så separerades hydrogeneringsresterna, okonverterad råvara, fasta partiklar, koks och tung vakuumgasolja, från den gasformiga syntetiska råoljan. Hydrogeneringsresterna leddes till en upparbetningsprocess. Den gasformiga syntetiska råoljan kyldes först av i värmeväxlarna som förvärmde processblandningen och sedan i vattenkylare. Delar av den kvarvarande gasen pumpades tillbaka till processen som returgas. Den flytande syntetiska råoljan har höga halter av naftener och aromater, låga av halter av paraffiner och mycket låga av olefiner. Efter raffinering kan de olika fraktionerna ytterligare bearbetas genom krackning och reformering till syntetiskt bränsle med önskade egenskaper.

### Upparbetningsprocess
Hydrogeneringsresterna kyldes av till en temperatur under 200 °C i en vattenkylare. Därefter sänktes trycket och resterna blandades med diesel från raffineringen för att kunna pumpas in i en centrifug. Från centrifugen fick man tjockolja med en andel fasta partiklar på 2-12 %. Tjockoljan pumpades tillbaka till beredningsprocessen där den användes för att blanda upp råvaran till en slurry. Resterna från centrifugen brändes till koks i roterande ugnar. 

## Historia

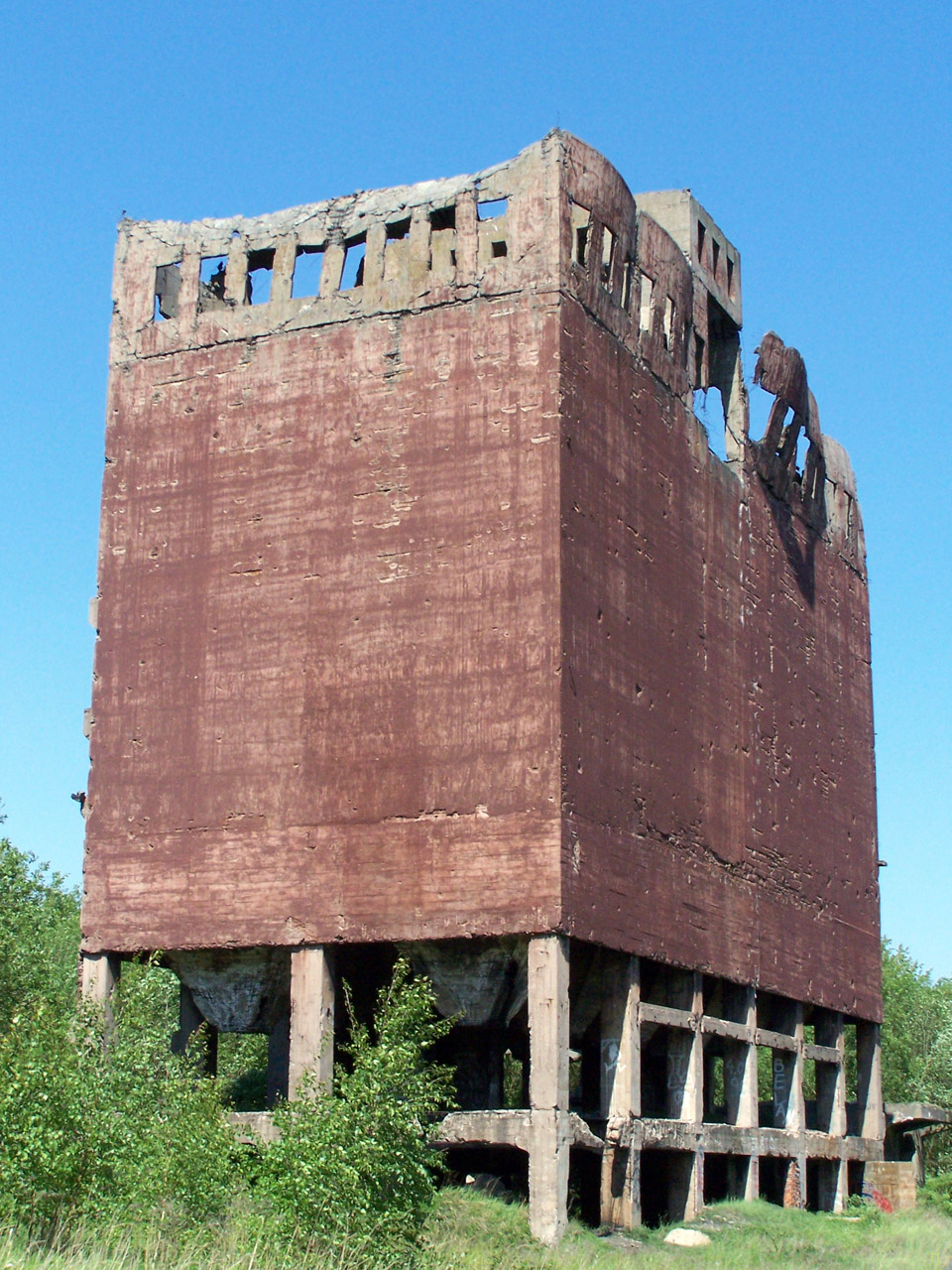
Ruiner av Hydrierwerke Pölitz, en tysk fabrik för syntetiskt bränsle i Polen

Friedrich Bergius utvecklade processen under sin habilitation, en patentansökan för en teknik för högtrycks- och hög temperatur kemi av kolinnehållande substrat lämnades in 1913. Han utvecklade processen långt innan den mer allmänt kända Fischer-Tropsch-processen utvecklades. Karl Goldschmidt erbjöd 1914 Bergius att bygga en provanläggning i industriell skala vid hans fabrik Th. Goldschmidt AG. Produktionen inleddes först 1919, efter första världskrigets slut, då behovet av bränsle redan var vikande. De tekniska problemen, inflation och den ständiga kritiken från Franz Fischer, som ändrats till stöd efter en personlig demonstration av processen, gjorde framstegen långsamma och Bergius sålde sitt patent till BASF, där Carl Bosch arbetade på den. Före andra världskriget byggdes flera anläggningar med en årlig kapacitet på 4 miljoner ton syntetiskt bränsle, av bland annat bolaget Brabag.
| Produktionsstart | Anläggning         | Företag                                    | Råvara                | Kapacitet (ton per år) |
| ---------------- | ------------------ | ------------------------------------------ | --------------------- | ---------------------- |
| 1927             | Leunawerke         | IG Farben                                  | Brunkol Tjära         | 600 000                |
| 1936             | Böhlen             | Brabag                                     | Brunkol Tjära         | 240 000                |
| 1936             | Magdeburg          | Brabag                                     | Brunkol Tjära         | 230 000                |
| 1939             | Tröglitz/Zeitz     | Brabag                                     | Brunkol Tjära         | 300 000                |
| 1941             | Wesseling          | Union Rheinische Braunkohlen Kraftstoff AG | Brunkol               | 200 000                |
| 1943             | Brüx               | Sudetenländische Treibstoffwerke AG        | Brunkol Tjära         | 400 000                |
| 1936             | Gelsenkirchen/Buer | Hibernia AG                                | Stenkol               | 200 000                |
| 1939             | Gelsenkirchen      | Gelsenkirchen-Benzin AG                    | Stenkol               | 350 000                |
| 1943             | Blechhammer        | Oberschlesische Hydrierwerke AG            | Stenkol               | 500 000                |
| 1937             | Bottrop            | Ruhröl GmbH                                | Stenkol               | 180 000                |
| 1940             | Saalekreis         | Mitteldeutsche Treibstoff- und Oelwerke AG | Bitumen Tjära         | 50 000                 |
| 1940             | Pölitz             | Hydrierwerke Pölitz AG                     | Stenkol Bitumen Tjära | 600 000                |